# Maria Chiara Augenti
Maria Chiara Augenti (Nápoles; 1 de noviembre de 1982) es una actriz italiana.

## Biografía
Asistió durante tres años al Laboratorio del Teatro Liceo Mameli, dirigido por Marina Francescon. Bajo su dirección debutó como actriz de teatro. Su primera obra fue en 2001, "Miseria e nobiltà" de Eduardo Scarpetta y dirigida por Geppi Di Stasio.
Tras interpretar a Anna Pezzi en "Ricordati di me" (2003), dirigida por Gabriele Muccino, en 2004 se hizo popular con el papel de Pallina en "Tre Metri Sopra il Cielo", dirigida por Luca Lucini y protagonizada por Riccardo Scamarcio y Katy Saunders. Con el director repetiría en "L'Uomo Perfetto" (2005), film en el que daba vida a Ginevra.
En 2006, interpretó el personaje de Teresa en la serie de Rai Uno "Capri". Al año siguiente volvió a interpretar a Pallina en "Ho Voglia di Te", dirigida por Luis Prieto, con quien coincidió meses más tarde en el videoclip "Maledetta me" del grupo de rock La Menade.

## Trayectoria
Cine
- Una bellezza che non lascia scampo (2001)
- Ricordati di me - Anna Pezzi (2003)
- Tre metri sopra il cielo - Pallina (2004)
- L'uomo perfetto - Ginevra (2005)
- Ho voglia di te - Pallina (2007)

Televisión
- Un posto al sole (2005)
- Distretto di polizia 6 (2006)
- Capri - Teresa (2006)

Videoclips
- Maledetta me de La Menade (2007)
- Sei fantastica de Max Pezzali (2007) - Premio "Roma Videoclip 2007"

- Datos: Q3847198